# Boertas

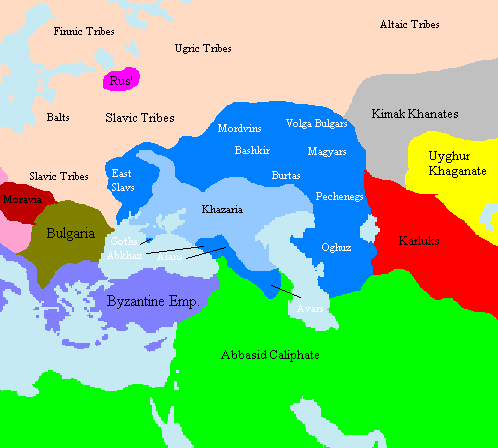
de Boertas in het Rijk der Chazaren (blauw), begin 9e eeuw

De Boertas (Russisch: Буртасы, Boertasy) waren een stamverband op de rechteroever van de Midden-Wolga. Ze werden voor het eerst genoemd door Arabische auteurs in de 9e eeuw, en in Russische literaire bronnen van de 13e eeuw. De etniciteit van de Boertas is omstreden.

## Geschiedenis
Het etnoniem "Boertas" wordt genoemd in de werken van middeleeuwse Arabische en Perzische geografen vanaf het 1e kwart van de 9e eeuw (Ibn Rusta, Ibn Haukala, al-Masudi, enz.) en een aantal andere historische bronnen.
De Boertas leefden vanaf de 5e eeuw aan beide oevers van de Wolga, ongeveer van het moderne Syzran tot Volgograd, op het grondgebied van de huidige regio's Saratov, Oeljanovsk en Penza.
In de 7e - 8e eeuw trokken de Bulgaren van het Groot-Bulgaarse Rijk naar het noorden en bezetten de landen van de Boertas.
In de 7e eeuw stelden de Boertas tot 10.000 ruiters op, die campagnes voerden tegen de Bulgaren en Petsjenegen.
Vanaf het einde van de 7e eeuw stonden ze onder de heerschappij van de Chazaren, en aan het einde van de 10e eeuw onder de Roes.
Na de komst van de Kiptsjaken in de 11e eeuw verloren de Boertas geleidelijk aan invloed. In de 11e eeuw trokken ze verder naar het noordwesten, naar het bovenste stroomgebied van de Soera en delen van de Moksja en Tsna (zie ook de Boertas-rivier in het westen van de oblast Penza).
Aan het begin van de 12e eeuw werden ze samen met de Mordwienen en Tsjeremissen in Russische kronieken genoemd als een volk dat horig was van de Kievse vorsten. In 1380 vochten de Boertas in de Slag op het Koelikovo-veld als deel van de troepen van Mamai. In wetsdocumenten uit de 16e-17e eeuw worden ze genoemd als nieuwkomers in de Mordwiense en Mesjtsjeerse regio's.
In de buurt van Gorodisjtsje in de oblast Penza liggen de resten van de oude stad Boertas.
De Boertas beïnvloedden de etnisch-culturele ontwikkeling van meerdere volkeren van de Midden-Wolga-regio: de Wolga-Bulgaren, Wolga-Tataren, Misjaren, Mordwienen, Basjkieren en anderen. Het etnoniem Boertasy werd tot de 18e eeuw parallel met Misjaren gebruikt.

## Oorsprongstheorieën
Over de oorsprong en etnolinguïstische verwantschap van de Boertas bestaan verschillende hypothesen:

### Alaans-Sarmatisch
Archeoloog Gennadi Afanasjev identificeerde de Boertas met de Alanen, daarbij verwijzend naar de Iraanse etymologie van Boertas van furt as of asen die aan een grote rivier wonen. Jelena Galkina noemt het gebruik van crematie bij de Boertas en vergelijkt dit met gelijkaardige rituelen onder de Sarmaten en Alanen.

### Turkse theorie
Een andere theorie is dat de Boertas Turkstalig waren en verwandt met de Wolga-Bulgaren (Mirfatych Zakijev, Alimzjan Orlov, Alfred Chalikov).

### Mordwiens (Fins-Oegrisch)
Peter Golden en Anatoli Novoseltsev identificeerden de Boertas als deel van de Fins-Oegrische volkeren, de voorouders van de Misjaren en Mordwienen, en verbonden ze met de Gorodetscultuur.

## Economie
De Boertas hielden zich bezig met veeteelt, landbouw, jacht en imkerij. Ze handelden in bont. Ze hadden geen alleenheersers maar werden geregeerd door ouderlingen. Een bron vermeldt dat ze houten huizen hadden, waarin ze gedurende de winter woonden; in de zomer woonden ze in tenten.